# Johannes Placentius

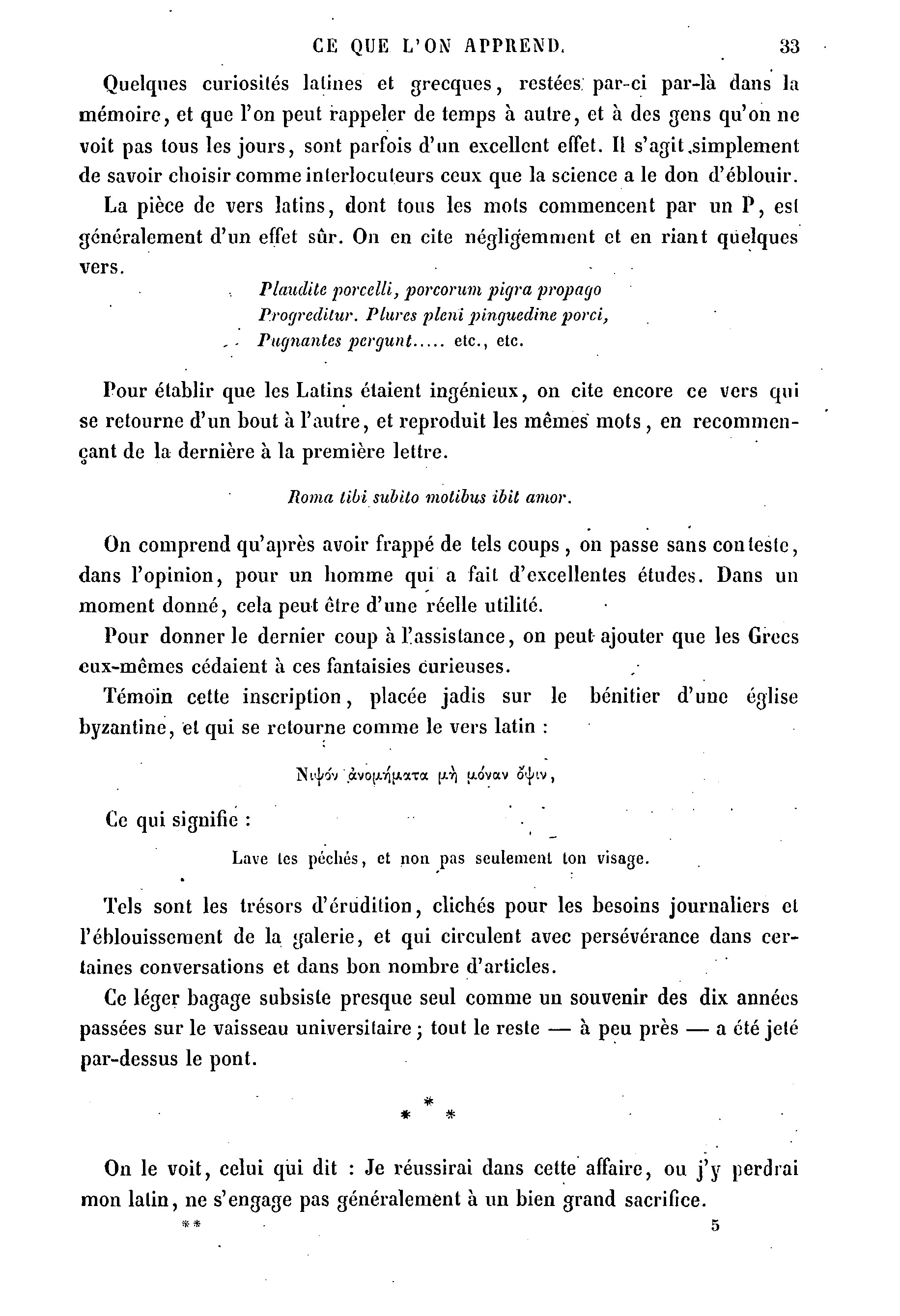
Citation par Bertall en 1874-1876.

Johannes Leo Placentius, dit également Petrus Placentius ou Léon Le Plaisant, était un moine dominicain et poète liégeois né à Saint-Trond, près de Liège, vers 1500 et mort vers 1548. Il a écrit divers ouvrages d'érudition (théologiques ou sur l'histoire de Tongres, Maastricht et Liège), ainsi que des poèmes en latin et en grec ancien.

## Biographie
Placentius fait ses études à Liège, chez les Frères de la vie commune, établis depuis 1497. Il achève ses études à Bois-le-Duc avant de se rendre au couvent des Dominicains de Maastricht, où il prend l'habit de l'ordre. Il est alors envoyé à Louvain suivre des cours de théologie. Il restera à Louvain jusqu'en 1529. 

## Œuvres
Lors de son séjour à Louvain, Placentius, qui a alors dix-neuf ans, commence à recueillir les éléments de son livre sur l'histoire des évêques de Liège. Ce travail sera publié en 1530 sous le titre: Catalogus omnium antistitu[m] Tungaroru[m], Trajectensiu[m], ac Leodiorum, [et] rerum domi, belliq[ue] gestaru[m] compendium. Per Joannem Placentiu[m] Trudonensemn Dominicanum. Cet ouvrage est découpé en trois volets. Le premier débute avec l'apostolat de Saint-Materne et va jusqu'au jour où Saint-Servais fut obligé de quitter Tongres. Le deuxième s'étend depuis l'entrée de Saint-Servais à Maastricht jusqu'à la mort de Saint-Lambert. Et le troisième est consacré à la translation du siège épiscopal à Liège par Saint-Hubert et s'arrête à Erard de la Marck. 
Bien qu'Ulysse Capitaine reconnaisse que Johannes Placentius soit le premier écrivain Liégeois qui ait donné un résumé succinct et complet de l'histoire de Liège, il sera néanmoins assez sévère quant à ses qualités d'historien: 

« Placentius n'a pas étudié l'histoire de Liège, il a simplement
rassemblé des faits pour écrire la vie de nos évêques.
C'est un chroniqueur qui compile maladroitement, entremêlant
la fable à l'histoire, le préjugé à la raison; s'étendant
souvent sur des faits indignes de mémoire et en laissant
inaperçus d'autres d'une véritable importance. »

— Ulysse Capitaine, Notice sur Jean Placentius, poète et historien du XVIe siècle
Placentius est également l'auteur d'un poème tautogramme de 253 vers hexamètres en latin, Pugna porcorum, publié en 1546 sous le pseudonyme de Publius Porcius. Il commence ainsi:« Plaudite, porcelli ; porcorum pigra propago Progreditur ».
- Pugna porcorum, Louvain 1546, réédité en 1644, Londres et en 1741.

## Sources et liens externes
- VIAF
- ISNI
- BnF (données)
- GND
- Belgique
- Pays-Bas
- NUKAT
- Tchéquie

Cet article comprend des extraits du Dictionnaire Bouillet. Il est possible de supprimer cette indication, si le texte reflète le savoir actuel sur ce thème, si les sources sont citées, s'il satisfait aux exigences linguistiques actuelles et s'il ne contient pas de propos qui vont à l'encontre des règles de neutralité de Wikipédia.